# Please Mr. Postman
Please Mr. Postman è un brano musicale composto da Georgia Dobbins, William Garrett, Freddie Gorman, Brian Holland e Robert Bateman, pubblicato come singolo di debutto dal gruppo vocale femminile The Marvelettes per l'etichetta Tamla Records (Motown) e primo 45 giri della Motown a raggiungere la prima posizione in classifica nella Billboard Hot 100 statunitense. Il singolo raggiunse la vetta a fine 1961, conquistando il numero 1 anche nella classifica riservata ai brani R&B. Please Mr. Postman tornò in cima alla classifica Billboard Hot 100 all'inizio del 1975 grazie alla reinterpretazione del brano da parte dei The Carpenters.

## Il brano
Nell'aprile 1961, le Marvelettes (allora conosciute come "The Marvels") fecero un'audizione per l'etichetta di proprietà di Berry Gordy Tamla/Motown Records. Georgia Dobbins delle Marvels voleva una canzone originale per il provino e prese un brano blues del suo amico William Garrett, provvisto solo di testo e senza melodia, riarrangiandolo e riadattandolo per la sua band. La Dobbins lasciò il gruppo subito dopo l'audizione venendo rimpiazzata, Gordy rinominò la band "Marvelettes" ed assunse il team di scrittori "Brianbert" (Brian Holland & Robert Bateman) per lavorare ulteriormente al brano. Freddie Gorman, altro compositore partner di Holland (prima che Holland divenisse parte del team Holland–Dozier–Holland), fu anch'esso coinvolto nella riscrittura della traccia.
Le Marvelettes registrarono il brano con alla voce solista Gladys Horton, la quale nella canzone canta della sua ardente speranza di ricevere dal postino una lettera dal suo ragazzo in guerra al fronte. L'accompagnamento musicale venne fornito dai The Funk Brothers, che includevano un giovane Marvin Gaye alla batteria.

### Crediti compositivi
I crediti della composizione di Please Mr. Postman hanno subito delle modifiche nel corso degli anni. Il 45 giri originale della Tamla accredita il brano a "Dobbins/Garett/Brianbert", mentre "Brianbert" vengono citati come soli produttori musicali. La copertina della versione originale di With the Beatles accredita invece la canzone al solo Brian Holland. Nel cofanetto del 1992 Hitsville USA: The Motown Singles Collection i crediti di composizione sono "Dobbins, Garrett, Holland, Bateman, & Gorman". Infine, la Songwriters Hall of Fame accredita Please Mr. Postman ai soli Holland, Bateman & Gorman.

## Formazione
- Gladys Horton: voce solista e cori
- Wanda Young: cori
- Georgeanna Tillman: cori
- Wyanetta ("Juanita") Cowart: cori
- Katherine Anderson: cori
- The Funk Brothers:
  - Marvin Gaye: batteria
  - Benny Benjamin: batteria
  - James Jamerson: basso
  - Richard "Popcorn" Wylie: pianoforte
  - Eddie "Bongo" Brown: percussioni

## Cover
Please Mr. Postman è stata reinterpretata da numerosi artisti nel corso degli anni, tra le versioni più famose ricordiamo quella ad opera dei Beatles nell'album With the Beatles del 1963 (con il punto di vista del narratore spostato da femminile a maschile), e quella data dai The Carpenters nel 1974.

### Versione dei Beatles
I Beatles inclusero Please Mister Postman nella scaletta dei loro concerti del 1962, eseguendo regolarmente la canzone al Cavern Club. Successivamente, il 30 luglio 1963 venne incisa una versione in studio della canzone che venne inserita nel secondo album della band, With the Beatles.

#### Formazione
- John Lennon: voce raddoppiata, chitarra ritmica
- Paul McCartney: cori, basso
- George Harrison: cori, chitarra solista
- Ringo Starr: batteria

### Versione dei Carpenters
La versione dei Carpenters è in stile anni cinquanta. 
Il singolo (B-side This Masquerade) fu pubblicato a fine 1974, raggiungendo la prima posizione in classifica negli Stati Uniti nel gennaio 1975. Successivamente la canzone venne inclusa nel loro album Horizon (1975). 
Il singolo arriva primo anche in Australia e Canada, secondo nella Official Singles Chart, quarto in Nuova Zelanda, quinto in Svizzera e decimo in Germania.

#### Video
Un videoclip del brano, girato a Disneyland, è stato inserito nel DVD Gold: Greatest Hits (pubblicato nel 2002), originariamente pubblicato come Yesterday Once More in VHS nel 1985.

#### Formazione
- Karen Carpenter – voce solista e cori, batteria
- Richard Carpenter – cori, tastiere
- Joe Osborn – basso
- Tony Peluso – chitarra
- Bob Messenger – sax tenore

### Altre cover
- Mike Sheridan & The Nightriders (da Birmingham, Inghilterra) la pubblicarono come loro secondo singolo nel gennaio 1964
- Peggy Evers in versione disco nel 1980
- Please Mr. Postman è inclusa nel "The Greatest Medley Ever Told" cantato da Whoopi Goldberg nel film del 1993 Sister Act 2 - Più svitata che mai
- Il gruppo rock uruguaiano El Cuarteto de Nos in versione spagnola con il titolo Bo, cartero, sul loro album del 1994 Otra Navidad en las Trincheras
- I China Dolls nel loro album Cover Girls del 2003
- I Morning Musume in un medley natalizio con altre quattro canzoni
- Juelz Santana campionò la versione dei Carpenters per la canzone Oh Yes del suo album What the Game's Been Missing del 2005
- The Saturdays eseguirono una cover del brano per lo show Celebrating The Carpenters
- Il rapper statunitense Lil Wayne campionò la versione dei The Carpenters di Please Mr. Postman per una traccia intitolata Mr. Postman
- Diana Ross & The Supremes
- La canzone viene citata da Layzie Bone nel brano Home dei Bone Thugs-n-Harmony
- Nel 2009 il produttore Cragga in versione dubstep
- Takeshi Terauchi & Blue Jeans of Japan in versione solo strumentale
- Agnes Chan incise una versione negli anni settanta per un album giapponese
- Bob Rivers registrò una parodia della canzone intitolata Don't Shoot Mr. Postman